# Jay Chevalier
Jay Chevalier (* 4. März 1936 in Forest Hill, Louisiana; † 30. März 2019 in Kenner) war ein US-amerikanischer Rockabilly- und Country-Musiker und einer der letzten aktiven original Rockabilly-Musiker aus Louisiana.

## Leben

### Kindheit und Jugend
Jay Chevalier wuchs in einer abgelegenen Gemeinde in Louisiana auf. Seine erste Gitarre bekam er zu seinem zehnten Geburtstag von seinem Vater geschenkt. Mit 17 Jahren bekamen Chevalier und sein Bruder auf der neu gegründeten Radiostation KREG in Oakdale, Louisiana, eine eigene Radioshow. Zu dieser Zeit spielten sie traditionellen Country. 1954 ging Chevalier zur US Marine.

### Karriere
Während seines Militärdienstes gründete Chevalier seine erste Band, die Louisiana Long Shots,  und hatte 1957 in Jimmy Deans Fernsehshow seinen ersten großen Auftritt. Zu dieser Zeit machte er auch seine ersten Aufnahmen für Cajun Records aus Norfolk, Virginia. Gene Vincent hatte kurz zuvor dort seinen Hit Be-Bop-A-Lula aufgenommen und freundete sich mit Chevalier an. Chevaliers erste Single Rockin‘ Roll Angel erinnert stark an Vincents Echoeffekt und dem „blubbernden Groove“. Es war ebenfalls in Norfolk, als Chevalier Elvis Presley zum ersten Mal sah: “He sang for about an hour but you couldn’t hear a word he said because of all the screaming”.
1959 hatte Chevalier seinen größten Hit. Bei Recco Records hatte er die Platte The Ballad of Marc Elishe / The Ballad of Earl K. Long aufgenommen, doch zuerst wollte niemand die Platte spielen, da die B-Seite ein Song über Louisianas Gouverneur Earl Long war und man dachte, Chevalier wollte ihn damit in irgendeiner Weise unterstützten. Tatsächlich kannte Chevalier Long noch gar nicht und schließlich verkaufte sich die Single alleine in Louisiana über 100.000 Mal. Anfang der 1960er-Jahre nahm er für Goldband Records und Pel Records weitere Platten auf, bevor er 1962 nach Las Vegas ging.
Kurz danach holte Chevalier auch seine Louisiana Long Shots nach Las Vegas und zusammen traten sie abends im „Gold Nugget“ auf. Für Crest Records wurde eine Single eingespielt und das Cotton-Town-Label veröffentlichte ein Album. In Las Vegas bekam Chevalier auch die Gelegenheit mit Stars wie Merle Haggard und Carl Perkins zu arbeiten. 1968 verließ Chevalier Las Vegas für ein paar Jahre, kehrte 1972 wieder zurück um schließlich Mitte der 1970er-Jahre wieder zurück nach Louisiana zu ziehen.
1982 startete Chevalier ausgedehnte Tourneen und übernahm 1989 in dem Film Blaze die Rolle des Senators Paul Braden und steuerte die Titelmusik Come Back to Louisiana bei. Später bekam er auch die Chance, in Cobb an der Seite von Tommy Lee Jones zu spielen.

### Gegenwart
1997 heiratete Chevalier seine Frau Gisela und nahm ein Album auf. Sein bekanntester Song aus dieser Zeit ist The Ballad of Harry Lee. 2004 wurde ein Album mit Chevaliers 1950er- und 1960er-Aufnahmen von Hydra Records veröffentlicht. Chevalier trat bis zu seinem Tod regelmäßig mit den Louisiana Long Shorts auf und war unter anderem regelmäßiger Headliner des Musikfestivals Pondarosa Stomp.

## Diskografie

### Singles
| 1957                    | Rockin‘ [!] Roll Angel / Down Heart Beat Trail (Over Teardrop Mt.)                                       | Cajun Records               |
| 1959                    | Ballad of Marc Elishe / Ballad of Earl K. Long                                                           | Recco Records               |
| 1960                    | Castro Rock / Mona                                                                                       | Goldband Records            |
| 1961                    | I Lula Francana (My Louisiana Maid) / True So True                                                       | Montel Records              |
| 1961                    | Billy Canon / High School Days Almost Over                                                               | Pel Records                 |
| 1961                    | Big Cloud, Part I / Big Cloud, Part II                                                                   | Speedy West                 |
| 1961                    | Mr. Football / Cuttin‘ Cane                                                                              | Montel Records              |
| 1962                    | Check Out Time / It Doesn’t Matter                                                                       | Crest Records               |
| 1962                    | Khrushchev and the Devil / Too Many Bubbles                                                              | Cotton Town Jubilee Records |
| 1963                    | Louisiana Living / Simpley [!] & Softly                                                                  | Cotton Town Jubilee Records |
| 19??                    | Big Wheels / Birmingham Jail                                                                             | Minaret Records             |
| 19??                    | I’m Leaving It All Up To You / South To Louisiana                                                        | Longshot Records            |
| Unveröffentlichte Titel | |                             |
| 1966                    | - If I Can’t Be Near The One I Love                                                                      |                             |
|                         | - Cuttin‘ Cane (alt. Version) - High School Hop - Keeping Late Hours - Rockin‘ Roll Angel (alt. Version) | Status unbekannt            |

### Alben
- 1964: Jay Chevalier and the Louisiana Long Shots at the Golden Nugget
- 1995: Sherriff Harry Lee
- 2004: Rockin’ Country Style (D)